# François du Pont Duvivier
François du Pont Duvivier, né le 5 septembre 1676 à Sérignac en Saintonge et mort le 1er novembre 1714 à Louisbourg, est un enseigne et capitaine de la marine en Acadie et à l'Île-Royale.

## Biographie
Duvivier était le deuxième de dix enfants. Ses parents, Hugues Dupont et Marie Hérauld, de Gourville, deux de ses frères, Michel Du Pont de Renon et Louis Du Pont Duchambon, ont également servi en Acadie et à l'île Royale. Le 12 janvier 1705, Duvivier épouse Marie Mius D'Entremont.
Il a servi dans la garnison de Port-Royal, la capitale de l'Acadie, pendant la Deuxième Guerre intercoloniale, y compris au cours du siège de Port-Royal de 1707 et du celui de 1710.
Ils ont eu sept enfants : François, Joseph-Michel, Joseph, Louis et Michel, tous nés à Port Royal et Anne-Marie, née à Sérignac et Marie-Joseph Malé, né à Louisbourg en 1715, après la mort de son père.